# Gobierno de Itagüí
Itagüí está regido por un sistema democrático basado en los procesos administrativos generados a partir de la Constitución de Colombia de 1991, teniendo como línea básica el seguimiento de los derechos humanos. La ciudad, tiene una población de 230.272 habitantes 2005, lo que la convierte en una importante zona electoral dentro del Valle de Aburrá. Debido a su población, el concejo municipal cuenta con 17 curules, que representan la rama legislativa de Itagüí.

## Historia
La historia del proceso político del municipio se asocia a la historia de la región, Antioquia. Sin embargo, la ciudad ha tenido su propio desarrollo político.
El municipio ha sido gobernado por políticos que han surgido de barrios pobres, y sin procedencia de familias directamente relacionadas con la política.

## Rama ejecutiva
El poder ejecutivo de la ciudad esta en el Alcalde de Itagüí el cual es elegido democráticamente entre Itagüiseños mayores de edad. El Alcalde de Itagüí es Carlos Andrés Trujillo González, elegido para el periodo 2012 - 2015. De la Alcaldía dependen las secretarías que ejecutan los programas de gobierno.
El Alcalde es el encargado de expedir decretos convirtiéndose estos en una herramienta importante para la administración. Las organizaciones comunitarias como la acción comunal cuyos espacios son elegidos por la Alcaldía en las comunas, son de gran apoyo para la relación entre la administración municipal y la población.

## Rama legislativa
El poder legislativo de la ciudad se encuentra en el Concejo de Itagüí y legisla por medio de las ordenanzas municipales. El concejo representa los intereses, pensamientos y deseos de los ciudadanos Itagüiseños, además, presentan proyectos legislativos.

## Rama judicial
El poder judicial de la ciudad sigue el procedimiento colombiano en sus distintos departamentos, los tribunales son los más importantes. Además hay figuras de fiscalización de los actos administrativos, así como oficinas de veeduría, derechos humanos, fiscalía, defensor del pueblo y otros.

## Perspectivas
Teniendo en cuenta elementos de Itagüí, como Ciudad Industrial; de importantes empresas itagüiseñas, se sigue en la misma dirección; como proceso continuado de industrialización frente al siglo XXI. Entendiendo los retos de este siglo, el progreso ciudadano, educación y bienestar común.

## Centros de documentación acerca del gobierno y la política en Itagüí
- Biblioteca Diego Echavarría Misas.